# Provincia de Pistoya
Pistoya[cita requerida] (en italiano: provincia di Pistoia) es una provincia de la región de la Toscana, en Italia. Su capital y ciudad más poblada es Pistoya.
La provincia de Pistoya comprende un área de 964,12 km²; limitando al norte con la provincia de Modena y la Ciudad metropolitana de Bolonia de la región Emilia-Romaña; al este con la provincia de Prato; al sur con on la Ciudad metropolitana de Florencia; y al oeste con la provincia de Lucca
Geográficamente la provincia se divide en tres zonas:  
- La llanura dell'Ombrone al sureste, donde se encuentra la capital provincia Pistoya
- la Valdinievole, al suroeste
- la Montagna Pistoiese o Appennino Pistoiese, al norte

## Municipios
Pertenecen a la provincia de Pistoia los siguientes 22 comuni (municipios):
| - Abetone - Agliana - Buggiano - Chiesina Uzzanese - Cutigliano - Lamporecchio - Larciano - Marliana | - Massa e Cozzile - Monsummano Terme - Montale - Montecatini Terme - Pescia - Pieve a Nievole - Pistoia | - Piteglio - Ponte Buggianese - Quarrata - Sambuca Pistoiese - San Marcello Piteglio - Serravalle Pistoiese - Uzzano |

## Principales medios de transporte

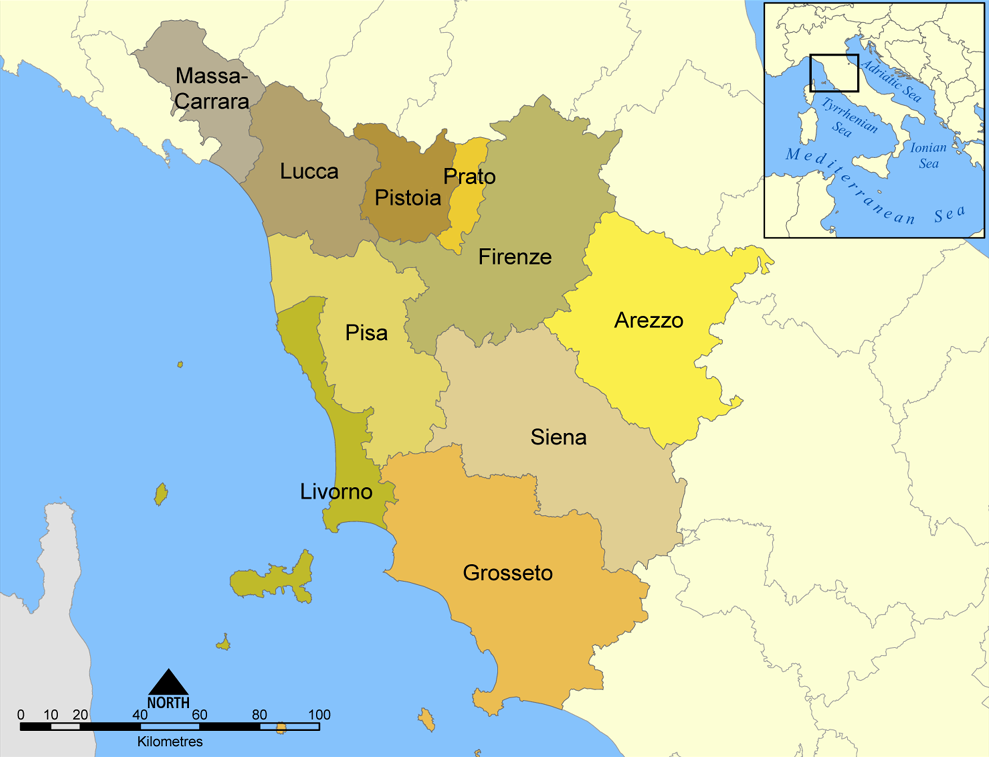
Provincias de la Toscana

Autopistas
- Firenze - mare: es la autopista principal de la Toscana, conectando la ciudad de Florencia con el litoral tirreno.

Rutas Nacionales
- Del Abetone y del Brennero : Es la ruta que une la ciudad de Pisa con Austria, atravesando en la Provincia de Pistoia las comunas de Abetone Cutigliano y Piteglio
- Porrettana: Es la ruta que une la capital provincial con el Appennino Pistoiese, pasando por el municipio de Sambuca Pistoiese y luego continua en la Región de Emilia Romagna